# Roggia Bolgora
La Bolgora è una roggia che scorre nelle provincie di Novara e di Vercelli.

## Storia
La roggia ha un'origine molto antica. Se si tiene conto che le rogge si sarebbero sviluppate occupando antichi alveoli della Sesia nel suo spostamento da est verso ovest, si dovrebbe intuire che la Bolgora sia precedente alla roggia Villata (di quest'ultima si hanno notizie fin dai primi anni del Mille).
La roggia seguì le sorti dei Bulgaro che nell'anno 1112 ottennero il privilegio da Arrigo IV, Imperatore e Re d'Italia, di deviare acqua dalla Sesia.
Il 3 ottobre 2020 la roggia Bolgora, ingrossata dalle piogge che hanno colpito duramente l'alto Piemonte e dalla piena straordinaria del fiume Sesia, è stata a rischio di esondazione nel comune di Borgo Vercelli, località nella quale la piena del Sesia ha inondato circa un quarto dell'area sud-ovest dell'abitato e la zona Bivio-Sesia.

## Percorso
La roggia deriva dalla Sesia in comune di Landiona. Scorre con andamento tortuoso da nord-ovest a sud-est attraverso i comuni di Landiona e Vicolungo. A nord di Recetto si divide in due rami: 
- il ramo destro, detto anche ex - Tornielli, scorre in territorio di Recetto, dove sottopassa il canale Cavour, poi verso San Nazzaro Sesia, Casalbeltrame, Casalvolone, Borgo Vercelli. Termina il suo percorso creando con la Roggia Morta, la Roggia Gamarra;
- il ramo sinistro, detto ex - Gautieri o Bolgora Biandrina, sottopassa anch'esso il Cavour ed attraversa i territori di Biandrate e Casalbeltrame, per immettersi a Fisrengo nel canalone o roggia dell'Abbadia, diramazione della roggia Busca.[1]

## Mulini
Sulla Bolgora (sia Ex -Gautieri che Tornielli) sono presenti numerosi mulini che, con la rivoluzione tecnologica, hanno perso la loro importanza sino quasi a scomparire.